# KK Grosuplje
El LOGO Grosuplje es un equipo de baloncesto esloveno con sede en la ciudad de Grosuplje, que compite en la 1. A slovenska košarkarska liga, la primera división del baloncesto esloveno. Disputa sus encuentros como local en el Brinje Sport Hall, con capacidad para 800 espectadores.

## Nombres
- (KK (hasta 2007)
- KK LOGO (2007-)

## Posiciones en liga
- 1999 (3-(4))
- 2000 ((4))
- 2005 (3-D2 Este)
- 2006 (2-D2 Este)
- 2007 (13-1B)
- 2008 (2-D2)
- 2009 (2-D2)
- 2010 (6-1B)
- 2011 (5-1B)
- 2012 (1-D2)
- 2013 (11-Telemach League)

### Plantilla 2013-2014
| N.º | Nombre            | Nacionalidad                                 | Puesto    |
| --- | ----------------- | -------------------------------------------- | --------- |
| 4   | Žiga Erčulj       | Bandera de Eslovenia                         | Base      |
| 7   | Marko Antonijević | Bandera de Eslovenia                         | Escolta   |
| 11  | Matija Trampuš    | Bandera de Eslovenia                         | Pívot     |
| 14  | Matic Mehlin      | Bandera de Eslovenia                         | Escolta   |
| 15  | Sedin Karavdić    | Bandera de Eslovenia                         | Alero     |
| 17  | Saša Zagorac      | Bandera de Eslovenia                         | Ala-Pívot |
| 23  | Žan Jerman        | Bandera de Eslovenia                         | Base      |
| --  | Mensud Julevic    | Bandera de Montenegro · Bandera de Eslovenia | Ala-Pívot |
| --  | David Buchberger  | Bandera de Estados Unidos                    | Alero     |
| --  | Kaylon Williams   | Bandera de Estados Unidos                    | Escolta   |
| --  | Matej Krušič      | Bandera de Eslovenia                         | Pívot     |
| --  | Sandi Grubelič    | Bandera de Eslovenia                         | Base      |
| --  | Tilen Hojč        | Bandera de Eslovenia                         | Escolta   |

## Palmarés
- Segundo Grupo Este División II Eslovena (2006) y (2009)
- Campeón División II Eslovena (2006) y (2012)
- Segundo División II Eslovena (2009)